# Valerián Kúibyshev
Valerián Vladímirovich Kúibyshev (en ruso: Валериа́н Влади́мирович Ку́йбышев, romanización Valerian Vladimirovič Kujbyšev) (Omsk, 6 de junio de 1888 - Moscú, 25 de enero de 1935) fue un revolucionario ruso, un comisario político de alto rango del Ejército Rojo durante la Guerra civil rusa y un prominente político soviético.

## Biografía
Kúibyshev nació en Omsk en la familia de un oficial del ejército, estudió en la Escuela Militar de Cadetes de Omsk. Se unió al Partido Obrero Socialdemócrata de Rusia en 1904. En 1905 entró en la Academia Médica Militar de la que fue expulsado en 1906. Entre 1906 y 1914 trabajó para los bolcheviques en todo el Imperio ruso y fue exiliado a Narym en Siberia.
Kúibyshev se mudó a Samara en 1917 y fue elegido presidente del sóviet local. Durante la Guerra civil rusa fue el jefe de la administración de Samara y comisario político del 1.er y 4.º ejército.
Entre 1928 y 1930 fue Presidente de la Vesenja, el Consejo Supremo de Economía Nacional de la Unión Soviética, y de 1930 a 1934 fue el jefe del Gosplan. También fue miembro del Politburó hasta su muerte.
Murió en Moscú de un infarto en 1935, días después de proponer una investigación del asesinato de Sergéi Kírov. Fue enterrado en la Necrópolis de la Muralla del Kremlin.

## Vida personal
Kúibyshev se casó dos veces pero no tuvo hijos. Fue un buen músico y poeta.

## Conmemoración
La ciudad de Samara (óblast de Samara), la ciudad de Bólgar (república de Tartaristán) y la ciudad de Haghartsin, en Armenia fueron rebautizadas como Kúibyshev por él en el período 1935-1991. Las ciudades de Kúibyshev (óblast de Novosibirsk) y Kúibyshev, en Armenia, todavía llevan su nombre.